# 本由良駅
本由良駅（ほんゆらえき）は、山口県山口市佐山字国木南にある、西日本旅客鉄道（JR西日本）山陽本線の駅。

## 歴史
- 1900年（明治33年）12月3日：山陽鉄道三田尻駅（現・防府駅） - 厚狭駅間開通時に、阿知須駅（あじすえき）として開設[2]。旅客・貨物取扱開始[2]。
- 1906年（明治39年）12月1日：山陽鉄道国有化により帝国鉄道庁の駅となる。
- 1909年（明治42年）10月12日：線路名称制定。山陽本線所属となる。
- 1950年（昭和25年）6月1日：本由良駅（ほんゆらえき）に改称[4]。
- 1961年（昭和36年）5月1日：貨物取扱廃止[2]。
- 1985年（昭和60年）2月1日：荷物扱い廃止[2]。無人駅化[3]。
- 1987年（昭和62年）4月1日：国鉄分割民営化により、JR西日本の駅となる[2]。
- 2023年（令和5年）4月1日：ICカード「ICOCA」の利用が可能となる[5][6]。

## 駅構造
単式ホーム2面2線を有する地上駅。駅舎は元より単式であった1番のりば側にあり、3番のりばへは跨線橋で連絡している。無人駅。
便所は、男女共用の汲取り式である。

### のりば
| のりば | 路線      | 方向 | 行先             |
| ------ | --------- | ---- | ---------------- |
| 1      | ■山陽本線 | 上り | 新山口・徳山方面 |
| 3      | ■山陽本線 | 下り | 宇部・下関方面   |

## 利用状況
1日平均乗車人員は以下の通り。
| 乗車人員推移 | 乗車人員推移 |
| 年度         | 1日平均人数  |
| ------------ | ------------ |
| 1999         | 256          |
| 2000         | 262          |
| 2001         | 255          |
| 2002         | 271          |
| 2003         | 251          |
| 2004         | 241          |
| 2005         | 214          |
| 2006         | 224          |
| 2007         | 218          |
| 2008         | 214          |
| 2009         | 218          |
| 2010         | 225          |
| 2011         | 249          |
| 2012         | 252          |
| 2013         | 257          |
| 2014         | 256          |
| 2015         | 250          |
| 2016         | 251          |
| 2017         | 253          |
| 2018         | 270          |
| 2019         | 274          |
| 2020         | 230          |
| 2021         | 220          |
| 2022         | 218          |

## 駅周辺
佐山地区の南部、由良川と山口宇部道路（山口県道6号山口宇部線）の間に所在する（佐山地区の中心部は当駅から東の宇部線周防佐山駅付近）。山口宇部道路方面へ向かうと工業団地である山口テクノパークに至り、由良川方面へ向かうと山口県道25号宇部防府線が東西を横切るが、そこから更に東へ抜けると、周防大橋方面に至る。
駅付近にバス停はなく、最も近いバス停は東に1.7km離れた宇部市交通局「岩倉」バス停（阿知須地区、国道190号上）になる。岩倉バス停からさらに東に進む（当駅から約2km）と宇部線岩倉駅に行きつく。
- 佐山郵便局
- 宇部72カントリークラブ
- 北方八幡宮
- 山口宇部道路 由良IC（山口県道6号山口宇部線）
- 山口県道25号宇部防府線
- 山口テクノパーク
- ファーストリテイリング 本社
- 河原谷公園
- 佐山ハビテーション
- 由良川

## 隣の駅
西日本旅客鉄道（JR西日本）
■山陽本線
嘉川駅 - 本由良駅 - 厚東駅